# 176-та піхотна дивізія (Третій Рейх)
176-та піхотна дивізія (Третій Рейх) (нім. 176. Infanterie-Division) — піхотна дивізія Вермахту за часів Другої світової війни. Дивізія сформована у листопаді 1944 року шляхом переформування дивізії № 176. Билася на Західному фронті у складі групи армій «B», брала участь у боях проти британських сил за Маастрихт, згодом бої під Арнемом. Пізніше змагалася з 9-ю американською армією за утримання фортифікаційних рубежів лінії Зігфрида. Розгромлена у Рурському котлі.

## Історія

### Західний фронт
176-та піхотна дивізія була створена 1 листопада 1944 року шляхом переформування дивізії № 176, що перебувала в резерві на Західному фронті з січня 1943 року. З початком кампанії за утримання рубежів лінії Зігфрида з'єднання у складі групи армій «B» билося проти союзних військ. Однак, укомплектованість дивізії була дуже низька, вона ледве нараховувала 7 000 осіб, більшість з яких мала проблеми зі станом здоров'я, її особовий склад практично весь був непридатний до військової служби, тому дивізія навіть отримала прізвисько «хвора дивізія» (нім. kranken division). Протягом листопада — грудня 1944 року 176-та дивізія входила до XII корпусу СС і обороняла позиції поблизу Гайленкірхена. Билася на території Нідерландів та Німеччини до квітня 1945 року, поки не була остаточно розгромлена в Рурському котлі союзниками.

## Райони бойових дій
- Нідерланди (листопад 1944 — січень 1945);
- Західна Німеччина (січень — квітень 1945).

## Командування

### Командири
- Генерал-майор Крістіан-Йоганнес Ландау (нім. Christian-Johannes Landau) (1 листопада 1944 — квітень 1945).

### Підпорядкованість
| Час      | Корпус        | Армія   | Група армій (округ) | Штаб         |
| -------- | ------------- | ------- | ------------------- | ------------ |
| 1944     |               |         |                     |              |
| листопад | XII корпус СС | 5-та ТА | Група армій «B»     | Гайленкірхен |
| 1945     |               |         |                     |              |
| січень   | XII корпус СС | 15-та А | Група армій «B»     | Рур          |
| квітень  | LXXIV ак      | 15-та А | Група армій «B»     | Дуйсбург     |

### Склад
| Листопад 1944                           |
| --------------------------------------- |
| 1218-й гренадерський полк               |
| 1219-й гренадерський полк               |
| 1220-й гренадерський полк               |
| 1176-й артилерійський полк              |
| 212-й інженерний батальйон              |
| 1176-й протитанковий дивізіон           |
| 176-й дивізійний фузілерний батальйон   |
| 1176-й дивізійний батальйон зв'язку     |
| 1176-й запасний батальйон               |
| 1176-те дивізійне управління постачання |
| 1176-те адміністративне управління      |
| 1176-те санітарне управління            |
| 1176-та ветеринарна рота                |

## Нагороджені дивізії
Нагороджені дивізії
|  | Кавалери Лицарського хреста Залізного хреста | 2 Гауптман резерву Гюнтер Врона (4 травня 1944) |